# Filmstab

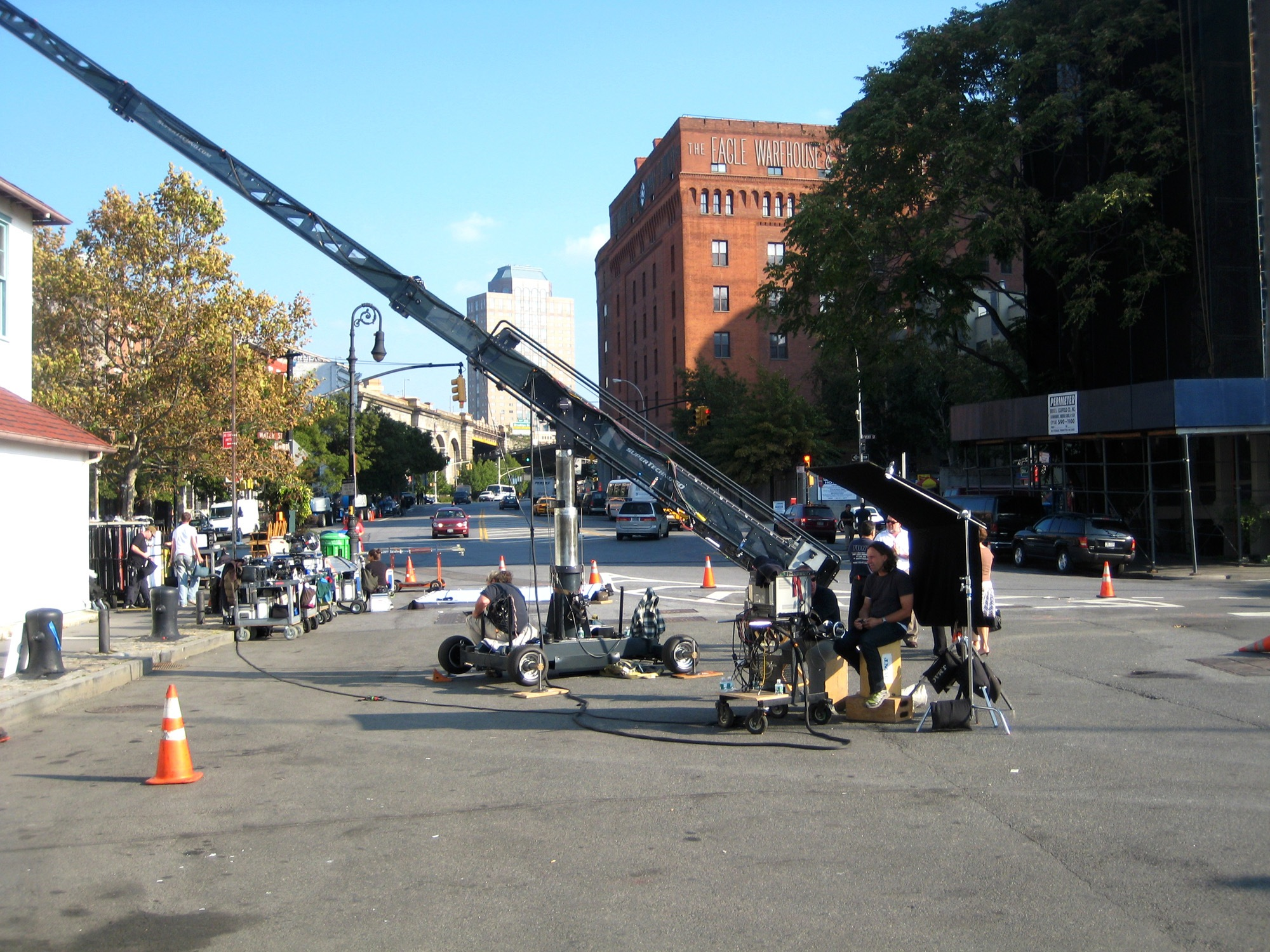
Ein Filmstab bei den Dreharbeiten zu CSI: NY in Brooklyn

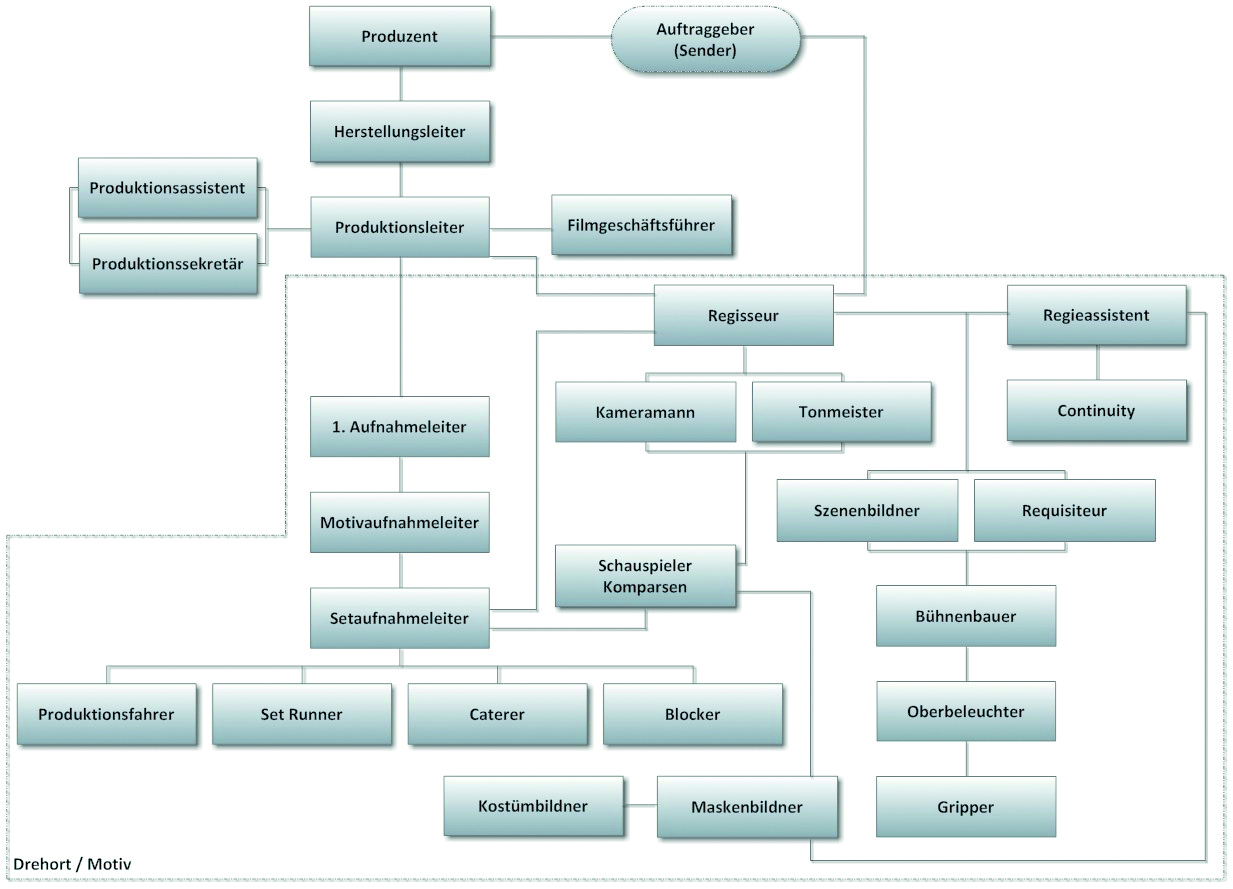
Organigramm Filmproduktion

Als Filmstab (auch Filmcrew) werden alle an einer Filmproduktion beteiligten Personen bezeichnet, die nicht Schauspieler, Komparsen, Statisten oder Stuntmen sind. Eine Auflistung dieser Personen erfolgt in der Regel in den Credits.
Jeder Stab setzt sich aus verschiedenen Abteilungen („Departments“) zusammen, wobei jede davon verschiedene Aufgaben in der Vorbereitung (V), während des Drehs am Set (S) und in der Nachbereitung (N) zu erfüllen hat. Die übliche Gliederung besteht aus Produktion, Regie, Kamera, Ton, Montage, Maskenbild, Kostümbild, Szenenbild, Musik sowie Spezialeffekte und audiovisuelle Effekte.

## Berufe
Die Liste der hier aufgezählten Berufe ist nicht vollständig; durch die Weiterentwicklung des Mediums Film werden immer noch neue Aufgaben gefunden und dadurch neue Berufe kreiert. Genauere Beschreibungen zu allen Berufen finden sich auf den verlinkten Wikipedia-Seiten.

### Produktion
Die Produktion ist vor allem für die Projektentwicklung und -durchführung, Geschäftsführung und Organisationsleitung verantwortlich. Grundlegend sind Filmproduzent, Geschäftsführender Produzent und Line Producer. Die Leitung besteht aus der Herstellungsleitung, der Produktionsleitung (Unit Production Manager), der ersten Aufnahmeleitung bzw. Aufnahmeleitung und der Motivaufnahmeleitung. Außerdem ist die Filmgeschäftsführung bzw. Accountant sowie die Produktionsassistenz (Production assistant) zu nennen. Für den Bereich Arbeitsschutz ist der Safety-Officer Drehort („Set“) tätig. Weiter gibt es im Produktionsdepartment die Set-Aufnahmeleitung, den Assistenten der Set-Aufnahmeleitung, den Set-Runner und den Produktionsfahrer.
- V/S Transportation Captain
- S Unit Move Coordinator
- S Car Captain
- S Blocker
- S Set-Aufnahmeleiter
- S Location Manager

### Regie / Stoffentwicklung
(künstlerische Leitung eines Filmprojektes, Adaption des Drehbuches für die Aufnahme, Schauspielführung, …)
- V/S/N Regie (director)
- V Drehbuchautor (screenplay / screenwriter)
- V Dramaturg (dramaturg / script doctor)
- V Fachlicher Berater (Consultant)
- V Researcher
- V/S Regieassistenz (assistant director)
- V Casting Director (casting) sowie Assistenz (Cast Production Assistant)
- S Script Supervisor (script supervisor) bzw. Story Editor (script editor)
- S Script/Continuity (script/continuity)

### Szenenbild / Kostümbild / Requisite / Maskenbild
(Gestaltung und Herstellung einer Filmwelt in allen Details, englisch Art Department)
- V/S/N Szenenbildner (production designer)
- V/S Art Director, je nach Aufgabe und Projektgröße weitere Grafikdesigner und Illustratoren, sowie:
  - Standby art director
  - Assistant art director
- V Locationscout
- V/S Bühnenbildner (Set designer)
  - Kulissenplastiker bzw. Kulissenmaler
- V/S Außenrequisite (set decorator oder propmaster oder prop buyer, je nach Aufgabe / Projektgröße)
- S Innenrequisite (standby prop)
- V/S Requisitenfahrer (prop driver)
- V/S Kulissenbauleitung / Bühnenbaumeister (leadman oder construction manager)
- V/S Baubühne (Set Builder, Betreuung am Set: swing gang)
- V/S Kostümbildner (costume designer)
- V/S Kostümbildassistenz (costume designer assistant)
- S Garderobier (wardrobe)
- V/S Maskenbildner (make-up artist)

### Kamera / Bildgestaltung
(Ablichten einer Geschichte in ihrer Filmwelt, Betreuung des Filmmaterials, Gestaltung und Bearbeitung der Bildebene)
- V/S/N Kamera (director of photography / cinematographer)
- V/S Kameraoperateur (camera operator)
- S steadicam-operator
- V/S 1. Kameraassistenz (1. assistant camera, focus-puller)
- V/S/N 2. Kameraassistenz/Materialassistent (2. assistant camera / clapper loader, film-loader)
- S Kamerabühne (key grip, dolly grip)
- S/N Standfotograf (still photographer)

### Beleuchtung
- S Oberbeleuchter (Gaffer)
- S Erster Lichttechniker (best boy electrician)
- S Beleuchter (Electrician)
- S/N Lichtbestimmer, Colorist (color timer/colour grader, colourist)
- S/N Digital Imaging Technician
- S/N Data Wrangler

### Musik
(Konzipierung und Herstellung der Filmmusik)
- N Filmkomponist (Composer original music)
- N Music supervisor

### Ton / Tongestaltung
(Aufnahme und gestaltende Verarbeitung von Sprache, Geräuschen, Atmosphären, Musik)
- S Tonmeister (Sound mixer) und Toningenieur (Audio/Sound engineer)
- S Tonassistenz (Boom operator)
- N Mischtonmeister (Re-Recording Mixer, Dubbing mixer)
- N Tontechniker (Sound editor)
- N Tongestalter (Sound designer)
- N Geräuschemacher (Foley artist)
- N Synchronsprecher
- N Dialogregie

### Schnitt / Montage
(Auswahl und Gestaltung des beim Drehen entstandenen Rohmaterials; führt zur endgültigen Struktur und Inhalt des Films)
- S/N Filmeditor (film editor)
- S/N Schnittassistenz (assistant editor)
- S/N Negative cutter
- S/N Colorist
- S/N Telecine colorist

### Visual Effects
- S/N VFX Producer und VFX Director
- S/N VFX Supervisor
- S/N VFX-Editor
- S/N Compositor
- S/N Matte Painter

### Animation
- V/S/N Animator

### Sonstiges
- S Zweites Aufnahmeteam (Second unit)
- V/S Stunt Coordinator
- V/S/N Promoter/Veranstalter
- V/S/N System Administrator
- V/S/N Creative Director
- V/S/N Creative Supervisor
- V/S/N Creative Producer